# Élections sénatoriales de 1986 dans le Haut-Rhin
Les élections sénatoriales dans le Haut-Rhin ont eu lieu le dimanche 28 septembre 1986. 

## Contexte départemental
Lors des élections sénatoriales du 25 septembre 1977 dans le Haut-Rhin, trois sénateurs UDF ont été élus.
Depuis, tous les effectifs du collège électoral des grands électeurs ont été renouvelés, avec les élections municipales de 1983, les élections cantonales de 1982 et 1985, les élections législatives de 1986 et les élections régionales de 1986.

## Sénateurs sortants
| Sénateur | Sénateur         | Parti   | Groupe | Autres mandats                                                |
| -------- | ---------------- | ------- | ------ | ------------------------------------------------------------- |
|          | Henri Goetschy   | UDF-CDS | UC     | Conseiller général, président du conseil général du Haut-Rhin |
|          | Charles Zwickert | UDF     | UC     | Conseiller municipal de Colmar                                |
|          | Pierre Schielé   | UDF-CDS | UC     | Maire de Thann                                                |

## Résultats
| Candidat       | Candidat           | Parti          | Premier tour | Premier tour | Second tour | Second tour |
| Candidat       | Candidat           | Parti          | Voix         | %            | Voix        | %           |
| -------------- | ------------------ | -------------- | ------------ | ------------ | ----------- | ----------- |
|                | Pierre Schielé     | UDF            | 966          | 57,02        |             |             |
|                | Henri Goetschy     | UDF            | 822          | 48,52        | 1 120       | 67,51       |
|                | Hubert Haenel      | RPR            | 725          | 42,80        | 1 197       | 72,15       |
|                | Charles Zwickert   | UDF            | 604          | 35,66        | 2           | 0,12        |
|                | Jean-Marie Bockel  | PS             | 486          | 28,69        | 508         | 30,62       |
|                | Rémy With          | RPR            | 458          | 27,04        |             |             |
|                | Marius Fischer     | RPR            | 341          | 20,13        |             |             |
|                | Jean-Paul Wurth    | PS             | 259          | 15,29        | 1           | 0,06        |
|                | Bernard Wemaere    | PS             | 253          | 14,94        | 317         | 19,11       |
|                | Auguste Bechler    | PCF            | 18           | 1,06         |             |             |
|                | Edgar Wertheim     | DVG            | 18           | 1,06         |             |             |
|                | Albert Lantz       | PCF            | 17           | 1,00         |             |             |
|                | Lucien Goetz       | PCF            | 16           | 0,94         |             |             |
|                | Lothaire Muller    | DVD            | 12           | 0,71         |             |             |
|                | Jean-Jacques Fleck | CNIP           | 10           | 0,59         |             |             |
|                | Martin Hell        | CNIP           | 8            | 0,47         |             |             |
|                | Roger Weber        | CNIP           | 3            | 0,18         |             |             |
|                | André Gotscheck    | DIV            | 0            | 0,00         |             |             |
|                |                    |                |              |              |             |             |
| Inscrits       | Inscrits           | Inscrits       | 1 708        | 100,00       | 1 708       | 100,00      |
| Abstentions    | Abstentions        | Abstentions    | 7            | 0,41         | 11          | 0,64        |
| Votants        | Votants            | Votants        | 1 701        | 99,59        | 1 697       | 99,36       |
| Blancs et nuls | Blancs et nuls     | Blancs et nuls | 7            | 0,41         | 38          | 2,24        |
| Exprimés       | Exprimés           | Exprimés       | 1 694        | 99,59        | 1 659       | 97,76       |

## Sénateurs élus
| Sénateur | Sénateur       | Parti |
| -------- | -------------- | ----- |
|          | Pierre Schielé | UDF   |
|          | Henri Goetschy | UDF   |
|          | Hubert Haenel  | RPR   |